# Championnat de France féminin de handball 2024-2025
Navigation
2023-2024 2025-2026
La saison 2024-2025 de Ligue Butagaz Énergie est la soixante-quatorze édition du Championnat de France féminin de handball et la sixième sous la dénomination de « Ligue Butagaz Énergie ». Il s'agit du premier niveau du handball féminin français.
Le Metz Handball, tenant du titre, remporte son 27e titre après avoir remporté tous ses matchs dont les deux face au Brest Bretagne Handball, son dauphin et principal concurrent depuis plusieurs saisons. La JDA Dijon complète le podium.

## Présentation

### Formule de la compétition
| \| Issy/Paris Metz Toulon Besançon St-Amand St-Maur Dijon Nice Brest Chambray Aulnoye-Aymeries SATH Plan-de-Cuques Mérignac \| Localisation des clubs engagés dans le championnat. |
| Issy/Paris Metz Toulon Besançon St-Amand St-Maur Dijon Nice Brest Chambray Aulnoye-Aymeries SATH Plan-de-Cuques Mérignac                                                           |

Quatorze clubs prennent part à la saison 2024-2025 de Ligue Butagaz Énergie : les treize premiers clubs de la saison 2023-2024, ainsi que le club VAP le mieux classé à l’issue du championnat de deuxième division 2023-2024, promu.
Comme depuis la saison précédente, le championnat consiste en une seule phase organisée sous forme de matches aller-retour entre les clubs participants. Le club terminant premier du classement à l'issue des vingt-six journées de championnat est déclaré champion de France et est automatiquement qualifié pour la Ligue des champions 2025-2026. Les équipes classées deuxième, troisième et quatrième sont qualifiées pour la Ligue européenne 2025-2026, deuxième échelon continental. Le club classé dernier est relégué en deuxième division.

### Calendrier
Les principales dates du calendrier sont, :
- Week-end des 7 et 8 septembre 2024 : 
  - 1er tour de la Coupe de France
  - 1er journée de la Ligue des champions
  - 1er tour de la Ligue européenne
- Mercredi 11 septembre 2024 : 1re journée de Ligue Butagaz Énergie (LBE)
- Mercredi 15 novembre 2024 : 7e journée de LBE (dernière journée avant la grande trêve internationale pour l'Euro 2024)
- Jeudi 28 novembre au dimanche 15 décembre 2024 : Euro 2024 en Autriche, Hongrie et Suisse.
- Mercredi 10 janvier 2025 : reprise de LBE (12e journée)
- Week-end des 3 et 4 mai 2025 : Final 4 de la Ligue européenne
- Samedi 18 mai : finale de la Coupe de France
- Week-end des 31 mai et 1er juin 2025 : Final 4 de la Ligue des champions
- Samedi 7 juin 2025 : 26e et dernière journée de Ligue Butagaz Énergie

Parallèlement au championnat est disputée la Coupe de France.

### Clubs participants
Le 14 juin 2024, l'actionnaire majoritaire des Neptunes de Nantes se retire et met le club en vente. Le 13 juillet 2024, le club annonce le dépôt de bilan  et jouera en Division 2. Malgré sa relégation sportive, la Stella Saint-Maur Handball est repêché en Ligue Butagaz Energie, tandis que le Nantes Handball Féminin, la nouvelle entité qui remplace l'ancien club nantais, est intégré au calendrier de Division 2.
Légende des couleurs
- Participant à la Ligue des champions
- Participant à la Ligue européenne
- Repêché
- Promu de Division 2

| Club                                        | En D1 depuis | 2023-2024 | Entraîneur          | Depuis  | Salle                                                          | Capacité théorique | Source |
| ------------------------------------------- | ------------ | --------- | ------------------- | ------- | -------------------------------------------------------------- | ------------------ | ------ |
| Metz Handball                               | 1987         | 1er       | Emmanuel Mayonnade  | 2016    | Palais omnisports Les Arènes                                   | 4 487              | [ 7 ]  |
| Brest Bretagne Handball                     | 2016         | 2e        | Raphaëlle Tervel    | 2022    | Brest Arena                                                    | 4 200              | [ 8 ]  |
| Paris 92                                    | 2010         | 4e        | Stéphane Plantin    | 2019    | Palais des sports Robert-Charpentier Stade Pierre-de-Coubertin | 1 800 4 000        | [ 9 ]  |
| Jeanne d'Arc Dijon Handball                 | 2014         | 5e        | Clément Alcacer     | 2019    | Palais des sports Jean-Michel-Geoffroy                         | 3 300              | [ 10 ] |
| Chambray Touraine Handball                  | 2016         | 6e        | Mathieu Lanfranchi  | 2023    | Gymnase de la Fontaine Blanche Complexe sportif Guy-Drut       | 1 200 1 400        | [ 11 ] |
| Handball Plan-de-Cuques                     | 2020         | 7e        | Angélique Spincer   | 2020    | Complexe sportif des Ambrosis                                  | 500                | [ 12 ] |
| Entente sportive Besançon féminin           | 2015         | 8e        | Jérôme Delarue      | 2022    | Palais des sports Ghani-Yalouz                                 | 3 380              | [ 13 ] |
| OGC Nice Côte d'Azur Handball               | 2012         | 9e        | Sébastien Mizoule   | 2023    | Halle des sports Charles-Ehrmann                               | 1 450              | [ 14 ] |
| Mérignac Handball                           | 2019         | 10e       | Christophe Chagnard | 09/2020 | Salle Pierre-de-Coubertin                                      | 500                | [ 15 ] |
| Strasbourg Achenheim Truchtersheim Handball | 2023         | 11e       | Jan Bašný           | 2022    | Centre sportif du Kochersberg Gymnase de la Rotonde            | 700 1 300          | [ 16 ] |
| Saint-Amand Handball                        | 2022         | 12e       | Edina Szabó (hu)    | 2024    | Salle Maurice-Hugot                                            | 1 114              | [ 17 ] |
| Toulon Métropole Var Handball               | 2008         | 13e       | Joël da Silva       | 2024    | Palais des sports Jauréguiberry                                | 4 400              | [ 18 ] |
| Stella Saint-Maur Handball                  | 2023         | 14e       | Rémi Samson         | 2020    | Centre sportif Pierre-Brossolette                              | 1 315              | [ 19 ] |
| Sambre Avesnois Handball                    | 2024         | 1er (D2)  | Julien Vasseur      | 2024    | Salle Pierre-de-Courbertin                                     | 1 200              | [ 20 ] |

## Compétition

### Classement
|    | Équipe                                      | Pts | J  | G  | N | P  | Bp  | Bc  | Diff |
| -- | ------------------------------------------- | --- | -- | -- | - | -- | --- | --- | ---- |
| 1  | Metz Handball T C                           | 78  | 26 | 26 | 0 | 0  | 886 | 591 | 295  |
| 2  | Brest Bretagne Handball                     | 74  | 26 | 24 | 0 | 2  | 872 | 601 | 271  |
| 3  | JDA Dijon                                   | 61  | 26 | 17 | 1 | 8  | 781 | 671 | 110  |
| 4  | Chambray Touraine Handball                  | 60  | 26 | 15 | 4 | 7  | 692 | 660 | 32   |
| 5  | ES Besançon                                 | 56  | 26 | 14 | 2 | 10 | 758 | 757 | 1    |
| 6  | OGC Nice CA HB                              | 54  | 26 | 13 | 2 | 11 | 747 | 758 | -11  |
| 7  | Handball Plan-de-Cuques                     | 49  | 26 | 11 | 1 | 14 | 714 | 754 | -40  |
| 8  | Strasbourg Achenheim Truchtersheim Handball | 46  | 26 | 9  | 2 | 15 | 613 | 701 | -88  |
| 9  | Mérignac Handball                           | 45  | 26 | 8  | 3 | 15 | 745 | 827 | -82  |
| 10 | Paris 92                                    | 43  | 26 | 8  | 1 | 17 | 656 | 696 | -40  |
| 11 | Toulon MVHB                                 | 42  | 26 | 7  | 2 | 17 | 662 | 775 | -113 |
| 12 | Saint-Amand Handball                        | 41  | 26 | 7  | 1 | 18 | 657 | 729 | -72  |
| 13 | Stella Saint-Maur Handball                  | 40  | 26 | 6  | 2 | 18 | 629 | 744 | -115 |
| 14 | Sambre Avesnois Handball P                  | 39  | 26 | 6  | 1 | 19 | 636 | 750 | -114 |

Légende
- Champion et qualifié en Ligue des champions
- Qualifié en Ligue des champions
- Qualifié en Ligue européenne
- Repêché de la relégation en Division 2[21]
- Rétrogradé en Nationale 1[21]
- T : tenant du titre 2024
- P : promu de D2 en début de saison
- C : vainqueur de la Coupe de France

Sources
- ligue-feminine-handball.fr
- handnews.fr
- handzone.net

### Résultats
| Résultats (dom.\ext.)                                      | Auln. | Bes.  | Bre.  | Cha.  | Dij.  | Mér.  | Metz  | Nice  | Par.  | PdC   | St-A  | St-M. | SATH  | Tou.  |
| Sambre Avesnois Handball P                                 |       | 28-31 | 19-33 | 18-27 | 21-27 | 21-20 | 19-44 | 33-33 | 22-31 | 33-38 | 25-21 | 23-21 | 25-26 | 26-32 |
| ES Besançon                                                | 30-26 |       | 25-34 | 28-28 | 32-36 | 33-32 | 27-33 | 28-35 | 28-25 | 32-23 | 31-27 | 28-26 | 31-20 | 35-30 |
| Brest Bretagne Handball                                    | 26-21 | 38-23 |       | 28-15 | 29-22 | 34-23 | 30-31 | 40-29 | 32-28 | 41-21 | 35-26 | 29-11 | 33-25 | 32-20 |
| Chambray Touraine Handball                                 | 30-17 | 27-25 | 25-36 |       | 34-28 | 31-32 | 21-25 | 32-31 | 26-24 | 22-20 | 21-19 | 29-22 | 23-23 | 31-25 |
| JDA Dijon                                                  | 35-26 | 30-34 | 23-33 | 33-30 |       | 37-25 | 26-38 | 29-25 | 29-17 | 26-23 | 26-30 | 41-25 | 32-20 | 38-23 |
| Mérignac Handball                                          | 33-31 | 27-27 | 23-41 | 33-40 | 38-36 |       | 20-36 | 33-34 | 31-28 | 26-31 | 28-28 | 36-25 | 33-24 | 30-30 |
| Metz Handball T                                            | 38-27 | 40-24 | 23-22 | 28-20 | 31-24 | 32-21 |       | 37-26 | 29-23 | 32-27 | 38-24 | 46-26 | 37-19 | 33-22 |
| OGC Nice CA HB                                             | 25-20 | 37-32 | 29-38 | 31-26 | 29-31 | 33-31 | 23-32 |       | 31-28 | 26-25 | 32-30 | 25-23 | 26-26 | 30-33 |
| Paris 92                                                   | 26-24 | 28-26 | 23-36 | 17-26 | 25-24 | 26-27 | 18-25 | 29-22 |       | 33-34 | 26-23 | 25-26 | 27-26 | 37-27 |
| Handball Plan-de-Cuques                                    | 28-24 | 25-30 | 23-39 | 26-26 | 25-26 | 36-33 | 22-38 | 35-27 | 30-22 |       | 27-28 | 23-29 | 27-22 | 33-30 |
| Saint-Amand Handball                                       | 21-28 | 26-34 | 25-32 | 22-25 | 27-30 | 38-25 | 27-40 | 22-27 | 23-22 | 28-31 |       | 24-21 | 26-29 | 27-21 |
| Stella Saint-Maur Handball                                 | 27-28 | 25-27 | 27-34 | 25-24 | 27-34 | 25-22 | 18-44 | 23-32 | 29-22 | 26-24 | 25-26 |       | 25-18 | 25-28 |
| Strasbourg ATH                                             | 20-19 | 20-28 | 19-32 | 22-26 | 22-27 | 41-29 | 19-33 | 23-22 | 21-20 | 25-28 | 26-23 | 29-24 |       | 25-19 |
| Toulon MVHB                                                | 29-32 | 32-29 | 23-35 | 23-27 | 27-31 | 29-34 | 16-33 | 19-28 | 19-28 | 30-29 | 25-19 | 25-25 | 26-23 |       |
| - Victoire à domicile - Match nul - Victoire à l'extérieur |       |       |       |       |       |       |       |       |       |       |       |       |       |       |

## Statistiques et récompenses

### Classement des buteuses
Mise à jour le 11 juin 2025
| Rang | Joueuse                  | Club                    | Buts/Tirs | %       | dont pénalty | MJ | Moy. |
| ---- | ------------------------ | ----------------------- | --------- | ------- | ------------ | -- | ---- |
| 1    | Lylou Borg               | Mérignac Handball       | 184/297   | 61,95 % | 54/62        | 25 | 7,36 |
| 2    | Nele Antonissen          | Handball Plan-de-Cuques | 169/282   | 59,71 % | 42/51        | 26 | 6,50 |
| 3    | Marie-Hélène Sajka       | OGC Nice CA HB          | 158/293   | 53,92 % | 18/22        | 25 | 6,32 |
| 4    | Marine Dupuis            | OGC Nice CA HB          | 157/199   | 78,89 % | 76/88        | 25 | 6,28 |
| 5    | Sarah Bouktit            | Metz Handball           | 137/179   | 76,53 % | 47/54        | 23 | 5,95 |
| 6    | Margaux Imhof            | Strasbourg ATH          | 133/191   | 69,63 % | 56/63        | 26 | 5,11 |
| 7    | Daphné Gautschi          | Handball Plan-de-Cuques | 129/266   | 48,49 % | 2/2          | 25 | 5,16 |
| 8    | Stelvia de Jesus Pascoal | Saint-Amand Handball    | 126/250   | 50,40 % | 7/10         | 26 | 4,84 |
| 9    | Sabrina Zazaï-Özil       | ES Besançon             | 124/177   | 74,67 % | 54/67        | 25 | 4,96 |
| 10   | Louison Boisorieux       | Saint-Amand Handball    | 118/193   | 61,13 % | 41/44        | 26 | 4,53 |

### Classement des gardiennes
Mise à jour le 11 juin 2025
| Rang | Joueuse                  | Club                       | Arrêts/Tirs | %       | dont prénalty | MJ | Moy.  |
| ---- | ------------------------ | -------------------------- | ----------- | ------- | ------------- | -- | ----- |
| 1    | Léa Fargues              | Strasbourg ATH             | 304/878     | 34,62 % | 17/79         | 26 | 11,69 |
| 2    | Léna Le Borgne           | Mérignac Handball          | 249/845     | 29,46 % | 10/64         | 26 | 9,57  |
| 3    | Marie Lachat             | Stella Saint-Maur Handball | 239/809     | 29,54 % | 11/82         | 25 | 9,56  |
| 4    | Justicia Toubissa-Elbeco | Sambre Avesnois Handball   | 234/738     | 31,70 % | 5/26          | 26 | 9,00  |
| 5    | Ophélie Tonds            | Saint-Amand Handball       | 227/761     | 29,82 % | 13/57         | 26 | 8,73  |
| 6    | Tonje Haug Lerstad       | ES Besançon                | 208/695     | 29,92 % | 13/53         | 26 | 8,00  |
| 7    | Melinda Szikora          | Chambray Touraine Handball | 200/621     | 32,20 % | 15/74         | 25 | 8,00  |
| 8    | Floriane André           | Brest Bretagne Handball    | 169/441     | 38,32 % | 13/48         | 24 | 7,04  |
| 9    | Cléopâtre Darleux        | Metz Handball              | 168/466     | 36,05 % | 12/50         | 22 | 7,63  |
| 10   | Adrianna Płaczek         | Paris 92                   | 164/602     | 27,24 % | 5/46          | 26 | 6,30  |

### Statistiques et faits marquants
- Meilleure attaque : 896 buts marqués (34,46 buts/match) pour le Metz Handball
- Meilleure défense : 591 buts encaissés (22,73 buts/match) pour le Metz Handball
- Plus grand nombre de buts pendant une journée : 471 buts lors de la 4e journée
- Plus grand nombre de buts dans une rencontre : 74 buts lors du match de la 18e journée entre le Mérignac Handball et le JDA Dijon (38-36)
- Plus petit nombre de buts dans une rencontre : 40 buts lors du match de la 23e journée entre le Strasbourg Achenheim Truchtersheim Handball et le Sambre Avesnois Handball (20-19)
- Plus large victoire à domicile : 20 buts d'écart lors du match de la 11e journée entre le Metz Handball et le Stella Saint-Maur Handball (46-26)
- Plus large victoire à l'extérieur : 26 buts d'écart lors du match de la 18e journée entre le Stella Saint-Maur Handball et le Metz Handball (18-44)
- Plus grand nombre de buts dans une rencontre pour une joueuse : 14 buts pour  Lylou Borg (Mérignac Handball) lors de OGC Nice CA HB-Mérignac Handball (33-31) le 4 janvier 2025 (8e journée)
- Plus grande série sur la saison :
  - de victoires : 26 matches pour Metz Handball depuis le 11 septembre 2024 (1re journée).
  - de défaites : 8 matches pour le Sambre Avesnois Handball depuis le 1er novembre 2024 (5e journée) au 12 février 2025 (13e journée).
  - de matchs sans défaite : 26 matches pour Metz Handball depuis le 11 septembre 2024 (1re journée).
  - de matchs sans victoire : 9 matches pour le :
    - Toulon MVHB du 5 février 2025 (12e journée) au 7 mai 2025 (21e journée).
    - Sambre Avesnois Handball depuis le 28 mars 2025 (18e journée).
- Plus grande série (dont hors saison 2024/2025) :
  - de victoires : 39 matches pour le Metz Handball depuis le 24 janvier 2024 (14e journée 2023-2024).
  - de défaites : 12 matches pour le Saint-Amand Handball du 19 avril 2024 (21e journée 2023-2024) au 13 novembre 2024 (7e journée).
  - de matchs sans défaites : 39 matches pour le Metz Handball depuis le 24 janvier 2024 (14e journée 2023-2024).
  - de matchs sans victoire : 12 matches pour le Saint-Amand Handball du 19 avril 2024 (21e journée 2023-2024) au 13 novembre 2024 (7e journée).

## Récompenses individuelles et distinctions

### 7 Majeur de la semaine
Après chaque journée de championnat, l'Association des joueurs professionnels de handball (AJPH) désigne le 7 majeur de la semaine en association avec Les Sportives Magazine :
- Joueuse la plus représentée :  Lylou Borg (Mérignac HB) et  Marie-Hélène Sajka (OGC Nice CA HB) - 7 fois
- Club le plus représentée : Brest BH - 29 fois

### Joueuse du mois
| Joueuse du mois |                                                 |                                         |                                      |
| Mois            | Joueuse                                         | Autres nommées                          | Autres nommées                       |
| Septembre       | Anna Viakhireva (51 %, Brest Bretagne Handball) | Alizée Frécon (ES Besançon)             | Marine Dupuis (OGC Nice CA HB)       |
| Octobre         | Sarah Bouktit (42 %, Metz Handball)             | Stine Nørklit Lønborg (JDA Dijon)       | Marie-Hélène Sajka (OGC Nice CA HB)  |
| Novembre        | Constance Mauny (39,7 %, Chambray)              | Léa Fargues (Strasbourg ATH)            | Daphné Gautschi (HB Plan-de-Cuques)  |
| Décembre        | non décerné du fait de l'Euro 2024.             | non décerné du fait de l'Euro 2024.     | non décerné du fait de l'Euro 2024.  |
| Janvier         | Ilona Di Rocco (48,69 %, ES Besançon)           | Laura van der Heijden (Chambray)        | Claire Vautier (JDA Dijon)           |
| Février         | Lucie Granier (49 %, Metz Handball)             | Lylou Borg (Mérignac HB)                | Léa Fargues (Strasbourg ATH)         |
| Mars            | Nele Antonissen (45 %, HB Plan-de-Cuques)       | Lylou Borg (Mérignac HB)                | Marie-Hélène Sajka (OGC Nice CA HB)  |
| Avril           | Nele Antonissen (61 %, HB Plan-de-Cuques)       | Marie Lachat 36 %, (Stella St-Maur HB)  | Marine Dupuis 20 %, (OGC Nice CA HB) |
| Mai             | Alizée Frécon (67 %, ES Besançon)               | Mari Finstad Bergum (19 %, Toulon MVHB) | Lylou Borg (14 %, Mérignac HB)       |

### Distinctions individuelles
Les modalités sont :
- les joueuses de tous les clubs sont sondées par l'AJPH pour établir une liste des meilleures joueuses par catégorie. Le fonctionnement est le même avec 7 Master pour les entraîneurs et entraîneuses.
- Le comité d'experts (membres de l'AJPH, de 7 Master, de l'UCPHF, de la Ligue féminine de handball, de la DTN et journalistes) établit alors une liste de trois ou cinq (pour le trophée de la meilleure joueuse) personnes nommées par poste en prenant en compte les résultats des sondages précédemment évoqués.
- Les entraîneurs, présidents et capitaines des 14 clubs sont amenés à voter et leurs votes sont comptés pour 50% des résultats. Le grand public est appelé à voter entre le 26 mai et le 8 juin sur le site internet de la LFH et leurs votes comptent pour 50% des résultats.

Les résultats ont été dévoilés le 13 juin 2025, :
- Meilleure joueuse : Cléopâtre Darleux (Metz Handball). Autres nommées : Nele Antonissen (Plan-de-Cuques), Lylou Borg (Mérignac), Sarah Bouktit (Metz) et Lucie Granier (Metz)

- Meilleure gardienne de but : Cléopâtre Darleux (Metz Handball). Autres nommées : Léa Fargues (Strasbourg) et Marie Lachat (Saint-Maur)
- Meilleure ailière gauche : Marine Dupuis (OGC Nice). Autres nommées : Nina Dury (Dijon) et Margaux Imhof (Strasbourg)
- Meilleure arrière gauche : Daphne Gautschi, (HB Plan-de-Cuques). Autres nommées : Clarisse Mairot (Brest) et Claire Vautier (Dijon)
- Meilleure demi-centre :  Petra Vámos (en) (Metz Handball). Autres nommées : Nele Antonissen (Plan-de-Cuques), Lylou Borg (Mérignac)
- Meilleure pivot : Sarah Bouktit (Metz Handball). Autres nommées : Oriane Ondono (Brest), Lilou Pintat (Dijon)
- Meilleure arrière droite : Laura Flippes (Metz Handball). Autres nommées : Marie-Hélène Sajka (Nice) et Anna Viakhireva (Brest)
- Meilleure ailière droite : Lucie Granier (Metz Handball). Autres nommées : Mélina Peillon (Saint-Maur) et Sabrina Zazaï-Özil (Besançon)

- Meilleure défenseure : Oriane Ondono (Brest Bretagne Handball). Autres nommées : Oriane Ondono (Brest), Allison Pineau (Metz)
- Jeune révélation inspirante : Lilou Pintat (JDA Bourgogne Dijon). Autres nommées : Héléna Mathon (Plan-de-Cuques) et Fatou Karamoko (Saint-Maur)
- Meilleur entraîneur : Emmanuel Mayonnade (Metz Handball). Autres nommé(e)s : Clément Alcacer (Dijon) et Angélique Spincer (Plan-de-Cuques)

## Bilan de la saison
| Tableau d'honneur de la saison 2024-2025 |                            |                                    |
| Compétition                              | Vainqueurs                 | Commentaire                        |
| Championnat de France                    | Metz Handball              | 27e titre                          |
| Coupe de France                          | Metz Handball              | 13e coupe                          |
| Bilan en coupes d'Europe 2024-2025       |                            |                                    |
| Compétition                              | Engagés                    | Commentaire                        |
| Ligue des champions                      | Metz Handball              | 4e                                 |
| Ligue des champions                      | Brest Bretagne Handball    | 1/4 de finale (défait par Metz)    |
| Ligue européenne                         | JDA Bourgogne Dijon HB     | 3e                                 |
| Ligue européenne                         | Paris 92                   | Phase de groupe (4e poule D)       |
| Qualifications européennes 2025-2026     |                            |                                    |
| Compétition                              | Qualifiés                  | Commentaire                        |
| Ligue des champions                      | Metz Handball              | Champion de France                 |
| Ligue des champions                      | Brest Bretagne Handball    | 2e du championnat (sur invitation) |
| Ligue européenne                         | JDA Dijon                  | 3e du championnat                  |
| Ligue européenne                         | Chambray Touraine Handball | 4e du championnat                  |
| Ligue européenne                         | ES Besançon                | 5e du championnat                  |
| Promotions et relégations                |                            |                                    |
| Relégué en Division 2                    | Sambre Avesnois Handball   | Repêché                            |
| Relégué en Nationale 1                   | Mérignac Handball          | Relégation administrative          |
| Champion de Division 2                   | Le Havre AC                | Retour en D1 après 7 saisons en D2 |